# Antenna Uno
Antenna Uno är en italiensk radiostation som sänder från Catania, en stad på östra Sicilien, Italien.